# Las Casas del Monte
Las Casas del Monte es una entidad de población española de la parroquia de Báscones, perteneciente al concejo de Grado, en la comunidad autónoma de Asturias. En 2023, la entidad singular de población tenía empadronados diecisiete habitantes.